# Кандін (Леон)
Кандін (ісп. Candín) — муніципалітет в Іспанії, у складі автономної спільноти Кастилія-і-Леон, у провінції Леон. Населення — 310 осіб (2010).
Муніципалітет розташований на відстані близько 370 км на північний захід від Мадрида, 95 км на захід від Леона.
На території муніципалітету розташовані такі населені пункти: (дані про населення за 2010 рік)
- Балоута: 32 особи
- Кандін: 55 осіб
- Еспінареда-де-Анкарес: 16 осіб
- Лумерас: 31 особа
- Переда-де-Анкарес: 48 осіб
- Сорбейра: 31 особа
- Суарболь: 13 осіб
- Суертес: 39 осіб
- Техедо-де-Анкарес: 24 особи
- Вільярбон: 12 осіб
- Вільясуміль: 9 осіб

## Демографія
Динаміка населення (INE ):